# Wolodymyr Sokalskyj
Wolodymyr Iwanowytsch Sokalskyj (* 6. Mai 1863 in Heidelberg; † 1919 in Sewastopol) war ein ukrainischer Komponist, Pianist und Musikkritiker. Sein Pseudonym lautete Don Diez.

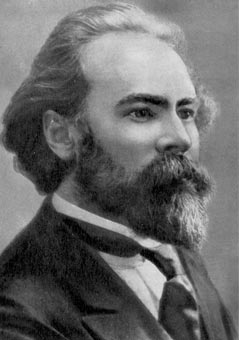
Wolodymyr Sokalskyj (1863–1919)

## Leben
Wolodymyr Sokalskyj kam als Sohn des Ökonomen und Statistikers Iwan Petrowytsch Sokalskyj (1830–1896) im deutschen Heidelberg zur Welt. 1885 schloss er ein Jurastudium an der Rechtswissenschaftlichen Fakultät der Universität Charkiw ab und studierte anschließend an der Charkower Hochschule für Musik der Russischen Musikgesellschaft Klavier. Musikgeschichte und -theorie erlernte er autodidaktisch.
Sokalskyj war als professioneller Lehrer, Pianist und Dirigent tätig. So arbeitete er als Korrepetitor an der Charkiwer Oper und dirigierte Konzerte seiner Werke. Von 1882 an arbeitete er als Korrespondent für eine Charkiwer Zeitung die auch seine „Музыкальные заметки“ (Musiknoten) veröffentlichte. Er starb 1919 in Sewastopol auf der Krim.

## Werk
Seine Werke umfassen mehrere Symphonien, darunter die Symphonie in g-Moll (1892), mit der er die besten Traditionen der ukrainischen Symphonie des 19. Jahrhunderts fortsetzte. Außerdem schrieb er im Jahr 1900 die, auf einem ukrainischen Volksmärchen basierte, Kinderoper „Ріпка“ (Ripka). Zudem komponierte er Chormusik, Klavierstücke und anderes.